# Botafogo Sport Club
El Botafogo Sport Club, llamado también Botafogo da Bahia, es un equipo de fútbol de Brasil que actualmente se encuentra inactivo.

## Historia
Fue fundado el 1 de noviembre de 1914 en el municipio de Salvador (Bahía) por el sargento Antonio Valverde Veloso, del Cuerpo de Bomberos, de los cuales tomó los colores para el club.
Es uno de los equipos más ganadores del Campeonato Baiano y uno de los equipos más dominantes del estado de Bahía durante la segunda mitad del siglo XX con más de 70 apariciones en el Campeonato Baiano, que lo llevó a participar en el Campeonato Brasileño de Serie B en 1980 donde terminó en el lugar 62 entre 64 equipos hasta que cerró operaciones en 1990.
El club regresa a la competición en 2011 en la segunda división estatal, regresando para la temporada 2013 al Campeonato Baiano en la que estuvo hasta 2015 cuando perdió la licencia de competición.

## Rivalidades
Botafogo SC cuenta con dos rivalidades: una con el Esporte Clube Ypiranga por los colores de ambos equipos; y la más importante con el Esporte Clube Bahia con quien protagoniza el Classico do Pote, que comenzó cuando un aficionado de Botafogo dijo que rompería un bote si su equipo ganaba al Bahia, aunque su promesa tardó dos años en cumplirse.
También cuenta con una rivalidad secundaria con el Esporte Clube Vitória.

## Palmarés
- Campeonato Baiano: 7

1919, 1922, 1923, 1926, 1930,1935, 1938
- Baiano Serie B: 1

2012
- Torneo Inicio de Bahía: 6

1924, 1925, 1940, 1948, 1952, 1963
- Torneo Bernando Spector: 1

1978
- Copa de Aspirantes: 1

1955